# HSD Hochschule Döpfer

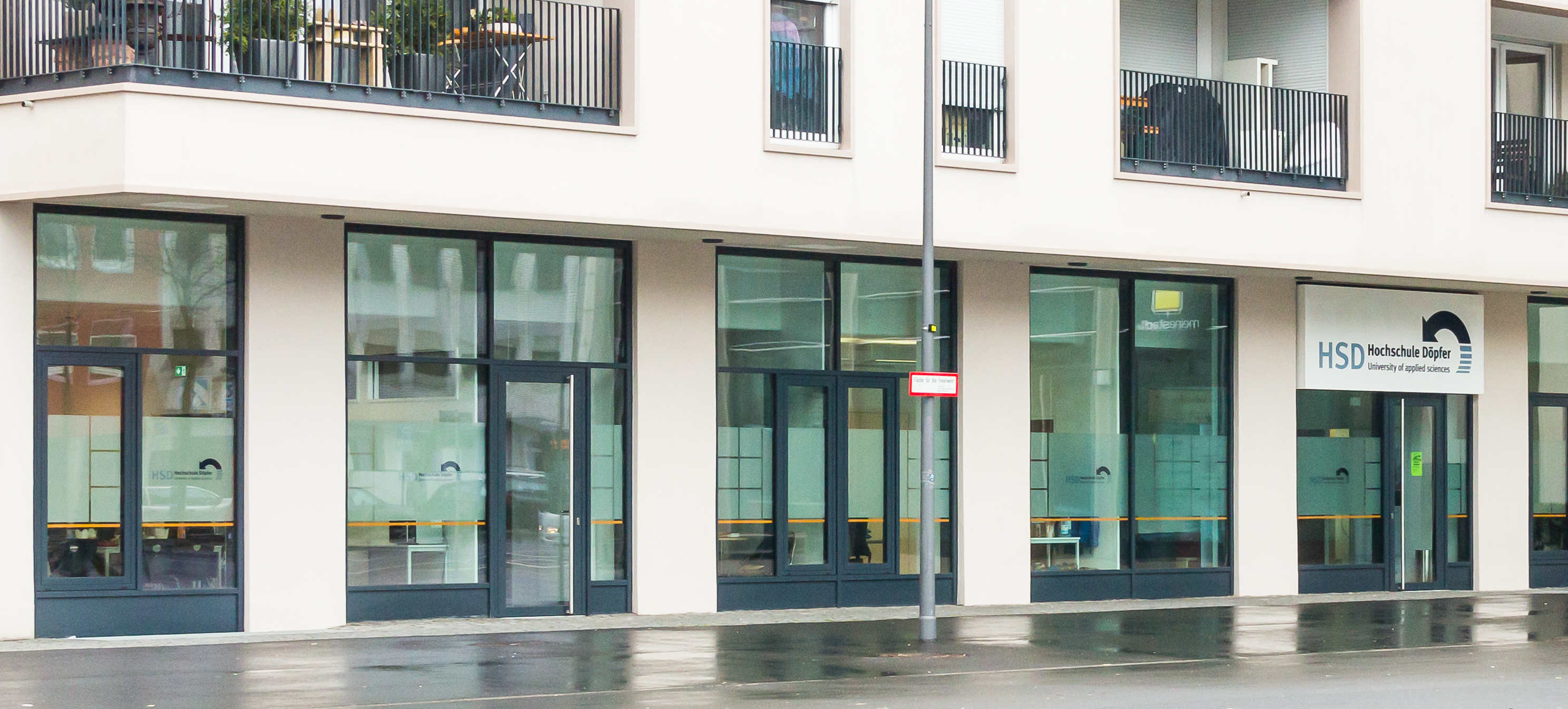
HSD Hochschule Döpfer, Waidmarkt, Köln

Die HSD Hochschule Döpfer (University of Applied Sciences) ist eine private Hochschule mit einem Campus in Potsdam (Brandenburg), in Köln (Nordrhein-Westfalen), in Regensburg (Bayern) und in Hamburg (Hamburg).
Träger ist die HSD Hochschule Döpfer GmbH in Potsdam.

## Geschichte und Organisation
Nachdem die Hochschule am 29. Oktober 2013 die staatliche Genehmigung durch das Ministerium für Innovation, Wissenschaft und Forschung des Landes Nordrhein-Westfalen erhielt, fand ihre offizielle Eröffnung am 23. Oktober 2015 in Köln, Waidmarkt 3 statt.
In Regensburg wurde im Jahr 2017 ein weiterer Studienstandort eröffnet und 2022 wurde schließlich auch der neu gegründete Studiencampus Potsdam-Babelsberg nach seiner Anerkennung durch das Ministerium zum Sitz der Hochschule. Im April 2024 wechselte die Hochschule ihren Standort innerhalb Potsdams. Dieser befindet sich seitdem auf Potsdam-Hermannswerder.
Das Studienangebot startete mit dem sechssemestrigen (Teilzeit)-Studiengang Medizinpädagogik mit dem Abschluss Bachelor of Arts sowie mit dem sechssemestrigen (Vollzeit)-Studiengang Psychologie mit dem Abschluss Bachelor of Science.
In den folgenden Jahren wurde das Lehrangebot um weitere Bachelor- und Masterstudiengänge erweitert, unter anderem um die Studiengänge Psychiatrische Pflege, Soziale Arbeit, Bildung- und Erziehung in der Kindheit, Rettungswissenschaften und Sportpsychologie.